# Chrysis pseudobrevitarsis
Chrysis pseudobrevitarsis (лат.) — вид ос-блестянок рода Chrysis из подсемейства Chrysidinae.

## Распространение
Палеарктика: от Западной Европы до Монголии. В северной Европе: Дания, Эстония, Финляндия, Латвия, Литва, Норвегия, Швеция. Относительно редкий вид.

## Описание
Длина — 6—10 мм. Ярко-окрашенные металлически блестящие осы. Окраска и габитус сходны с C. brevitarsis, но мандибулы не имеют субапикального зубца, пунктировка мезоскутума сбоку более плотная, а пунктировка тергита Т2 обычно более грубая. Короткая задняя лапка характерна для самок обоих видов. Самцов можно спутать, например, с C. longula и C. impressa, но шпоры средней голени примерно одинаковой длины, форма тела более компактная, а внутренний край парамера наклонен, а не закруглен. Клептопаразиты ос: Ancistrocerus и Euodynerus (Vespidae). Период лёта: май — август.